# Tuilaepa Aiono Sailele Malielegaoi
Tuilaepa Lupesoliai Neioti Aiono Sailele Malielegaoi (sinh ngày 14 tháng 4 năm 1945) là một nhà, kinh tế, chính trị Samoa đã làm thủ tướng Samoa từ năm 1998.

## Tiểu sử

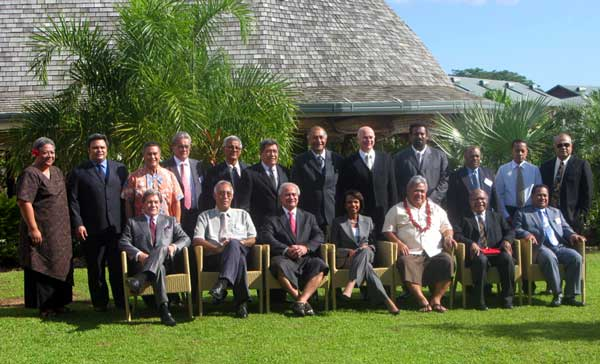
Malielegaoi với các lãnh đạo quần đảo Thái Bình Dương và Condoleezza Rice ở Apia, 26 tháng 7 năm 2008

Sinh ra ở Lepa, Samoa, Malielegaoi học phổ thông tại St Joseph's College ở Lotopa; sau đó ông có bằng thạc sĩ từ Đại học Auckland, trở thành người Samoa đầu tiên có bằng thạc sĩ thương mại.
Ông đã làm việc tại Cộng đồng Kinh tế châu Âu và Coopers & Lybrand trước khi được bầu vào Nghị viện Samoa năm 1980.
Tuilaepa là Phó Thủ tướng Chính phủ và Bộ trưởng Bộ Tài chính dưới thời Tofilau ETI Alesana sau khi Đảng Bảo vệ Nhân quyền trở lại nắm quyền dưới chính phủ liên minh của Va'ai Kolone và Tupua. Trong một trong khi ông giữ chức Thủ tướng kiêm Bộ trưởng Bộ Tài chính sau khi Tofilau thôi chức Thủ tướng. Tuy nhiên, sau một cuộc cải tổ nội các sau cuộc bầu cử sau mà ông đã lãnh đạo Đảng Bảo vệ Nhân quyền thêm một nhiệm kỳ nữa, Tuilaepa từ bỏ chức vụ Bộ trưởng Bộ Tài chính cho Misa Telefoni Retzlaff, người cũng trở thành Phó Thủ tướng mới.